# Митропольская, Александра Даниловна
Александра Даниловна Митропольская (1895—1988) — зоотехник, Герой Социалистического Труда (1950).

## Биография
Родилась 6 (18) апреля 1895 года в селе Шмарга Шацкого уезда Тамбовской губернии в семье священника. Окончила Стебутовские высшие женские сельскохозяйственные курсы в Петрограде (1916), а в 1921 году — агрономический факультет Петроградского сельскохозяйственного института.
Зоотехник Запорожской (1916-1921) и Екатеринославской (1921-1925) губернских опытных биологических станций. Специалист Московского союза молочной кооперации (1925-1933).
С начала 1934 года зоотехник-селекционер племенного совхоза «Караваево» Костромского района. Внесла большой вклад в селекционное формирование совхозного стада, повышение его продуктивности. Во многом благодаря ей была выведена новая порода молочного скота, получившая название «Костромской», которая обладала высокой молочной и мясной продуктивностью. В 1949 году от совхозных коров было получено в среднем по 6031 килограмму молока.
Указом Президиума Верховного Совета СССР от 16 октября 1950 года за «достижение высоких показателей в животноводстве в 1949 году при выполнении годового плана прироста поголовья по каждому виду продуктивного скота» Александра Даниловна Митропольская была удостоена высокого звания Героя Социалистического Труда с вручением ордена Ленина и медали «Серп и Молот».
Умерла 29 мая 1988 года в селе Поддубное Костромского района Костромской области.
Лауреат Сталинской премии  (1945 — за выведение костромской породы крупного рогатого скота). Заслуженный зоотехник РСФСР (1950). Награждена двумя орденами Ленина, орденами Трудового Красного Знамени и «Знак Почёта», рядом медалей.
Сочинения:
- Контрольные товарищества в молочном скотоводстве [Текст] : Их организация и ведение / А. Митропольская. — [Москва] : Книгосоюз, 1928 (Л. : госуд. тип. им. Евг. Соколовой). — 143 с., [2] вклад. л. табл. : ил., черт.; 23х15 см.
- Племенная работа в совхозе «Караваево» [Текст] / А. Д. Митропольская, Герой Соц. Труда зоотехник-селекционер совхоза «Караваево». — Кострома : Кн. изд-во, 1955. — 10 с. : ил.; 20 см. — (Участники Всесоюзной сельскохозяйственной выставки).
- Наш опыт племенной работы [Текст] : [Совхоз «Караваево»] / А. Д. Митропольская, заслуж. зоотехник РСФСР Герой Соц. Труда. — Москва : Изд-во М-ва сел. хоз-ва РСФСР, 1958. — 23 с. : ил.; 20 см.
- Наши достижения [Текст] / А. Д. Митропольская, зоотехник-селекционер совхоза «Караваево» Герой Соц. Труда. — Кострома : Кн. изд-во, 1958. — 16 с. : ил.; 20 см. — (Из опыта участников Всесоюзных и Областных сельскохозяйственных выставок/ Отд. науки Обл. упр. сельского хозяйства).